# 1950 en fantasy
| Années de la fantasy : 1947 - 1948 - 1949 - 1950 - 1951 - 1952 - 1953    |
| Décennies de la fantasy : 1920 - 1930 - 1940 - 1950 - 1960 - 1970 - 1980 |

L'année 1950 est marquée, en matière de fantasy, par les événements suivants.

## Naissances et décès

### Naissances
- 20 septembre : James Blaylock, écrivain américain.
- 30 décembre : Lewis Shiner, écrivain américain.